# Villa Carlshagen

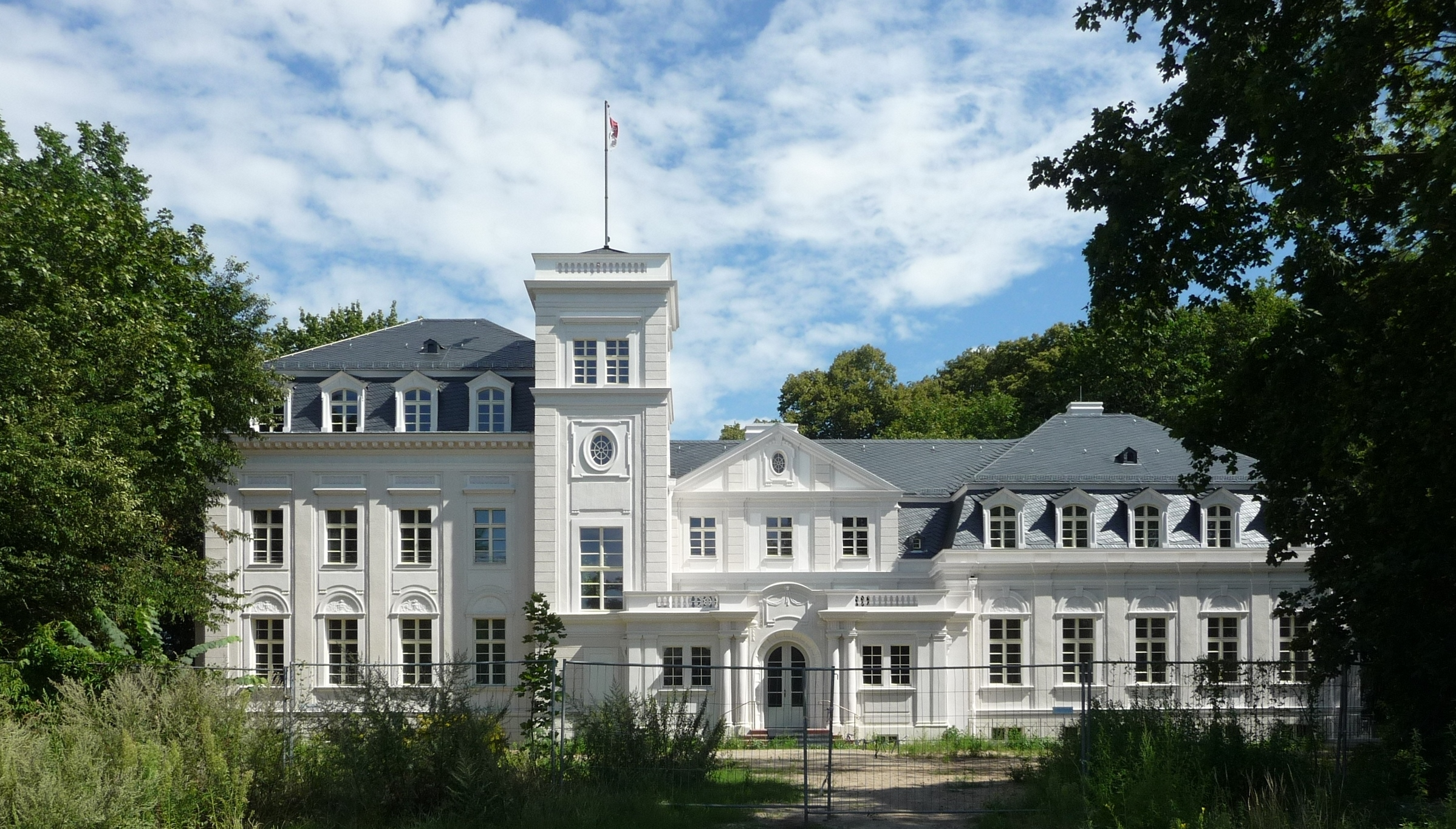
Villa Carlshagen (2016)

Die Villa Carlshagen, auch Villa Karlshagen, ist ein denkmalgeschütztes Gebäude in Potsdam, Olympischer Weg 1. Das am Templiner See gelegene Grundstück ist vom Areal des Sportparks Luftschiffhafen umgeben. Nach dem Entwurf des Architekten Friedrich Wilhelm Göhre entstand 1909–1910 ein Wohngebäude in neoklassizistischem Stil. Namensgebend war der ehemalige Eigentümer und Berliner Bankier Carl Hagen (auch Karl Hagen).

## Vorgängerbau
Der Berliner Spediteur Moreau Ballette erwarb vom Potsdamer Kaufmann Meyer Isaac Cohn ein Grundstück, das von der damaligen Louisenstraße, später Zeppelinstraße, bis zum Ufer des Templiner Sees reichte. Auf dem Grundstück ließ Ballette um 1870 eine kleine Turmvilla errichten, deren Bau der Potsdamer Maurermeister Otto Held ausgeführt haben soll. Das Anwesen vergrößerte Ballette 1875 durch Grundstücksankauf von der Westend-Potsdam-Baubank-AG, die im Zuge des Gründerkrachs zusammengebrochen war. Nach Ballette bewohnte von 1889 bis 1899 Maurermeister Held das Haus.

## Villa Carlshagen
Um 1900 erwarb der jüdische Bankier Carl Levy (1856–1938) das Anwesen, der sich 1906 in Carl Hagen umbenannte. Er ließ das Gebäude nach dem Entwurf des Architekten Friedrich Wilhelm Göhre 1909–1910 umbauen und um einen Gästetrakt, eine Terrasse, ein ovales Speisezimmer und eine Eingangshalle erweitern. Die Ausführung übernahm Maurermeister Max Beyertt. Nach den Umbauarbeiten stand in der als Sommerresidenz dienenden Villa eine Gesamtnutzfläche von 1000 Quadratmetern zur Verfügung.
Carl Hagen starb 1938. In der Zeit des Nationalsozialismus mussten die Erben die Villa mit dem 65.000 Quadratmeter großen Grundstück an die Stadt Potsdam verkaufen und emigrierten. Die Pläne, das Haus in ein Museums umzuwandeln, wurden nach Beginn des Zweiten Weltkriegs nicht mehr verwirklicht. Von 1939 bis zum Ende des Kriegs 1945 nutzte die kulturgeschichtliche Abteilung des Potsdamer Stadtmuseums jedoch die Garagen. Nach 1945 bis 1990 beherbergte die Villa eine Kinderklinik für Radiologie des Bezirkskrankenhauses Potsdam.
Der im Süden an das Grundstück grenzende, ab 1924 als Land- und Wassersportplatz umfunktionierte Luftschiffhafen wurde zu DDR-Zeiten nach Norden um die Villa herum erweitert und ein Großteil des Parks überbaut. Dort entstanden von 1975 bis 1978 eine Kinder- und Jugendsportschule (KJS) mit einem 15-geschossigen Internats-Hochhaus, einem Schulgebäude, einer Turnhalle und einer Mensa. Die ursprüngliche geradlinige Zufahrt von der Zeppelinstraße zur Vorfahrt der Villa wurde durch den Verkehrswegebau auf dem Luftschiffhafen verändert.
Nach der Wende erfolgte die Rückübertragung an die Erbengemeinschaft und 1995 die Aufnahme in die Denkmalliste. Auch die Einfriedungsmauer, die seit der Ausweitung der Sportanlagen nicht mehr zum Villengelände gehört, ist denkmalgeschützt. Das Grundstück mit dem leer stehenden, vom Verfall bedrohten Gebäude erwarb 2007 der stadteigene Unternehmensverbund Pro Potsdam, der die Villa vor dem weiteren Verfall sicherte. Den Uferbereich des Grundstücks stellte Pro Potsdam „unentgeltlich mittels einer beschränkt persönlichen Dienstbarkeit für die Allgemeinheit zur Verfügung […].“ Dadurch konnte ein 130 Meter langer Teilabschnitt des Fuß- und Radwegs „Reinhold-Mohr-Ufer“ geschlossen und 2010 für die Öffentlichkeit freigegeben werden. Der auf der Westseite des Templiner Sees entlang führende Uferweg gehört zum Europaradweg R1.
Anfang 2012 verkaufte Pro Potsdam das nunmehr 10.000 Quadratmeter große Anwesen an die Industrie- und Handelskammer Potsdam (IHK). Das Teilstück des Uferwegs ging zuvor in das Eigentum der Stadt Potsdam über. Die IHK plante die Einrichtung eines Schulungs- und Tagungshauses und begann 2013 mit der Sanierung des Gebäudes. Aufgrund einer internen Finanzaffäre wurden die Arbeiten 2014 vorübergehend eingestellt und lediglich die Außensanierung 2016 abgeschlossen. Bereits 2015 schloss die IHK-Vollversammlung eine eigene Nutzung aus und bot das Anwesen zum Kauf an. 2017 erwarb es die Villa Carlshagen Grundstücks-GmbH, deren Geschäftsführerin die Unternehmerin Ilona Renken-Olthoff ist. Seit 2019 hat die HMU Health and Medical University einen Standort in der Villa.

## Architektur
Das äußere Erscheinungsbild des Umbaus von 1910 hat sich bis heute erhalten. Das dreizehnachsige Gebäude ist ein- und zweigeschossig unter einem Mansardwalmdach. Das ausgebaute Dachgeschoss wird über Gauben belichtet. Der Haupteingang liegt auf der Westseite. Ein viergeschossiger Treppenturm und ein Risalit mit vorgelagerter Eingangshalle, die durch die rundbogige Eingangstür betreten wird, betonen den Mittelteil. Auf der Gartenseite im Osten tritt ein halbovaler Vorbau aus der Gebäudemitte. Hinter dessen drei rundbogigen Fenstertüren verbirgt sich das ovale Speisezimmer mit Aussicht über den Templiner See. Der dreiachsigen Nordseite ist ein Altan vorgelagert. Mit Säulen, Pilastern, Quaderungen sowie halbkreisförmigen Lünetten und rechteckigen Reliefs über den Fensterverdachungen erhielt das Gebäude schmückende Elemente. 
Die als Allee angelegte Zufahrt beginnt an der Zeppelinstraße. Mauern mit roten Voll- und gelben Verblendziegeln, Ziergitter mit Blumenornamentbänderung sowie Pfeiler mit Kronenaufsätzen aus Keramik bilden die Einfriedung entlang der Zeppelinstraße. Sie stammen aus der Bauzeit der ersten Villa um 1870. In der Sichtachse befand sich vor der Villa ein Brunnenbecken mit Kinderfiguren, das mit Hagens Umgestaltung angelegt wurde.